# Mina con voi
Mina con voi è una raccolta della cantante italiana Mina, pubblicata nel settembre del 1969 dall'etichetta discografica Ri-Fi, quando la cantante era già da tempo passata alla propria casa discografica, PDU.

## Descrizione
Doppio album promozionale a tiratura limitata (500 copie), pubblicato su vinile 33 giri, è un'antologia di brani tutti in italiano e senza inediti, che riepiloga i maggiori successi del periodo con Ri-Fi dal 1964 al 1967 e, in assoluto, il disco più raro e ambito di tutta la discografia della cantante. Non è mai stato ristampato su CD.
La copertina ripropone la stessa grafica di Mina 2, con un diverso numero di catalogo.
Tre sono le canzoni pubblicate per la prima volta su un album: Canta ragazzina, Sono come tu mi vuoi e Un bacio è troppo poco.
Ormai fuori produzione, nel 2012 anche questa raccolta è stata rimossa dalla discografia Archiviato il 14 gennaio 2020 in Internet Archive. sul sito ufficiale della cantante, insieme a tutte le antologie pubblicate dopo il 1967.

## Tracce
Disco 1 - Lato A
1. Città vuota (It's a Lonely Town) – 2:40 – da Studio Uno, 1965
2. Sabati e domeniche – 2:44 – da Sabato sera - Studio Uno '67, 1967
3. Se tu non fossi qui – 3:03 – da Studio Uno 66, 1966
4. Ta-ra-ta-ta (Try Your Luck) – 2:13 – da Studio Uno 66, 1966
5. Canta ragazzina – 3:06 (testo: Claudio Marcello Depedrini 'Prog' – musica: Iller Pattacini, Carlo Donida; edizioni musicali Fama) – Inedito su album (singolo, 1967)
6. Ora o mai più – 2:22 – da Mina & Gaber: un'ora con loro, 1965

Lato B
1. E se domani – 3:08 – da Mina, 1964
2. Mi sei scoppiato dentro il cuore – 3:05 – da Studio Uno 66, 1966
3. Sono come tu mi vuoi – 3:34 (testo: Antonio Amurri, Maurizio Jurgens – musica: Bruno Canfora; edizioni musicali Curci) – Inedito su album (singolo, 1966)
4. Se telefonando – 2:56 – da Studio Uno 66, 1966
5. Se piangi, se ridi – 2:38 – da Studio Uno, 1965
6. Nel fondo del mio cuore (En un rincòn del alma) – 2:41 – da 4 anni di successi, 1967

Disco 2 - Lato C
1. È l'uomo per me (He Walks Like a Man) – 2:20 – da Studio Uno, 1965
2. Tu non credi più – 3:07 – da Sabato sera - Studio Uno '67, 1967
3. Se c'è una cosa che mi fa impazzire – 2:38 – da Sabato sera - Studio Uno '67, 1967
4. Un bacio è troppo poco – 3:14 (testo: Antonio Amurri – musica: Bruno Canfora; edizioni musicali Curci) – Inedito su album (singolo, 1965)
5. L'ultima occasione – 2:43 – da Studio Uno, 1965
6. L'immensità – 2:36 – da Sabato sera - Studio Uno '67, 1967

Lato D
1. Un anno d'amore (C'est irreparable) – 3:10 – da Studio Uno, 1965
2. La banda (A banda) – 2:35 – da Sabato sera - Studio Uno '67, 1967
3. Addio – 2:29 – da Studio Uno 66, 1966
4. Tu non mi lascerai – 2:20 – da 4 anni di successi, 1967
5. Breve amore (You Never Told Me) – 2:36 – da Studio Uno 66, 1966
6. Una casa in cima al mondo – 3:01 – da Studio Uno 66, 1966